# Walt Garrison
Walt Garrison (Denton, Texas; 23 de julio de 1944 – Argyle, Texas; 11 de octubre de 2023) fue un jugador de fútbol americano de Estados Unidos que jugó nueve temporadas en la NFL en las posiciones de running back y fullback con los Dallas Cowboys, ganó el Super Bowl VI y tuvo una aparición en el Pro Bowl.

## Carrera

### Universitario
A nivel universitario jugó para los Oklahoma State Cowboys originalmente para jugar en la defensa o linebacker, pero solo en sus dos primeros partidos de su primer año jugó esa posición. En el verano de 1963 el nuevo entrenador lo colocó de running back, principalmente como suplente, acumulando 387 yardas, la segunda mayor cantidad del equipo en ese año, y la décima mayor de la Big Eight Conference.
En su tercera temporada en 1964 lideró la Big Eight Conference en yardas terrestres con 730, por delante de Jim Grisham y Gale Sayers. También consiguió 5 touchdowns por tierra y 83 yardas por recepción.
Garrison su última temporada con 924 yardas terrestres, 107 yardas aéreas y 5 touchdowns. Fue el segundo con más yardas terrestres en la Big Eight Conference a solo 13 detrás de Charlie Brown de los Missouri Tigers. Tuvo 19 acarreos para 121 yardas ente los invictos Nebraska Cornhuskers. Consiguió 173 yardas ante los Kansas State Wildcats, y ayudó a los Cowboys a vencer por primera vez a los Oklahoma Sooners en 20 años. En postemporada apareció en el East–West Shrine Game en San Francisco, en el Senior Bowl
En 1993 fue elegido como miembro del Oklahoma Sports Hall of Fame. En 2000 fue seleccionado en el Oklahoma State Athletics Hall of Honor.

### Profesional
Garrison fue seleccionado por los Dallas Cowboys en la quinta ronda (posición global 79) en el Draft de la NFL de 1966. También había sido seleccionado por los Kansas City Chiefs en la ronda 17 (posición global 151) en el Draft de la AFL de ese año. En sus primeras dos temporada había jugado principalmente en el equipo de regresos de patada.
En 1968 tuvo 45 acarreos para 271 yardas y 5 touchdowns como suplente. En 1969 pasó a jugar de fullback tras el retiro de Don Perkins, año en el que consiguió 818 yardas por tierra y 2 touchdowns, formando una de las mejores parejas de corredores en la NFL junto a Calvin Hill.
En 1970 con la llegada del novato Duane Thomas tuvo 126 acarreos para 507 yardas y 3 touchdowns. Su estilo fuerte fue reconocido por la afición de los Cowboys, cuando jugó en el partido por el Campeonato de la NFC ante los San Francisco 49ers cuando jugó con una lesión de cuello y el tobillo lastimado, pero consiguió 17 acarreos para 71 yardas, 3 recepciones para 51 yardas y 1 touchdown.
Durante la temporada del campeonato de Dallas en 1971, lideró al equipo con 40 recepciones. Ese año, los Cowboys rotaron a sus tres running backs para ganar el Super Bowl VI.
En 1972 Garrison fue la portada de la revista Sports Illustrated; y la foto era del Super Bowl VI en enero. En esa temporada sufrió un corte que necesitó 16 puntos de sutura en uno de sus dedos cuando realizaba una de sus actividades favoritas (tallar madera). Fue seleccionado al Pro Bowl luego de registrar 784 yardas y 7 touchdowns como parte del equipo de tres corredores de los Cowboys. Jugó en el Pro Bowl pocos días después de haberse lastimado la cara cuando estaba domando a un ternero.
En 1973 sufrió daños en los nervios de su cuello durante los campos de entrenamiento que le provocaban problemas para poder dormir. Robert Newhouse pasó a ser el fullback titular, posición que jugó en los primeros seis partidos de la temporada hasta que Garrison pudo regresar a la formación titular. Tuvo 105 acarreos para 440 yardas (segundo del equipo), además de ser el tercero del equipo en recepciones con 26. Se perdió la parte final de la temporada por problemas en el cuello, pero regresaría a tiempo para los playoffs.
Un "real cowboy", era lo que decían cuando participaba en el rodeo durante la pausa de la temporada de fútbol americano sobre Garrison. Recibió un bono por parte de los Cowboys en 1966 que incluía un remolque para caballos. En junio de 1975 Garrison apareció en las finales del Campeonato Colegial Nacional de Rodeo en Bozeman, Montana; una lesión en la rodilla durante una doma de terneros terminó su carrera como jugador de fútbol americano. Se retiró en agosto de 1975, y fue reemplazado en la formación titular por Newhouse.
Garrison jugó en nueve temporada en la NFL (se perdió solo 7 partidos), todas con los Cowboys. Terminó su carrera con 3886 yardas terrestres y 1794 yardas aéreas. Garrison se retiró como el tercer mejor en yardas terrestres y en cuarto lugar en la lista de recepciones en la historia de la franquicia.
Garrison fue mencionado en el aniversario 25 de los Dallas Cowboys y fue seleccionado en el Texas Cowboy Hall of Fame y el Texas Sports Hall of Fame en 2012.

## Tras el retiro
Garrison fue por mucho tiempo vocero de la compañía tabacalera Skoal, y trabajó en televisión para Bill Utter Ford cerca de Denton, Texas. En 1988 publicó su biografía titulada Once a Cowboy con el escritor John Tullius. El título hace referencia a su tiempo como vaquero de rodeo, a su carrera con los Dallas Cowboys y su carrera universitaria con los Oklahoma State Cowboys.
Garrison realizó su servicio militar en New Jersey y Fort Lewis. Creó la Walt Garrison Multiple Sclerosis Foundation y se mudó a Argyle, Texas.